# یواس‌اس ایندیانا (بی‌بی-۱)
یواس‌اس ایندیانا (بی‌بی-۱) (به انگلیسی: USS Indiana (BB-1)) یک کشتی بود. این کشتی در سال ۱۸۹۳ ساخته شد.